# Ground Beat
Ground Beat — российский музыкальный проект, существовавший с 1996 по 2004 год.

## История
Группа Ground Beat была основана в 1996 году. Гитарист Руслан Ступин пригласил знакомую вокалистку Валю Атаханову, которая училась в джазовом колледже и играла в группе «Амударья». Был записан дебютный альбом на английском языке, получивший название Optical Wings. С ним музыканты выступали на протяжении двух лет.
После этого Ground Beat подписали контракт с продюсерской фирмой «Медиастар» под руководством Александра Толмацкого. В 2001 году вышел русскоязычный альбом «Чёрная вода». Группа исполняла «мрачный и потусторонний электропоп» с женским вокалом и электронной музыкой, который был популярен в начале 2000-х годов. Среди других ярких представителей выделялись Линда и группа Total, созданная продюсером Максом Фадеевым.
Главным хитом со второй пластинки Ground Beat стала одноимённая песня «Чёрная вода», написанная Антоном Гарсия и бас-гитаристом Денисом Кирилловым. Песня выделялась не только простой мелодией, но и запоминающимся клипом. Видео на космическую тему снималось в центре подготовки космонавтов в Жуковском, в бассейне, где находился макет станции «Мир» в натуральную величину.
В 2004 году группа распалась. Вокалистка Валя Атаханова занялась новыми проектами, среди которых Netslov и «Нож для фрау Мюллер».

## Дискография

### Альбомы
- Optical Wings (1997)[3]
- «Чёрная вода» (2001)[4]

### Клипы
- «My Fault» (1997)
- «Тайна» (2001)
- «Чёрная вода» (2002)